# جواد گولر
جواد گولر (انگلیسی: Cevat Güler؛ زادهٔ ۱۲ مارس ۱۹۵۹) بازیکن فوتبال اهل ترکیه است.
از باشگاه‌هایی که در آن بازی کرده‌است می‌توان به باشگاه فوتبال بشیکتاش اشاره کرد.